# Matthias Oppermann

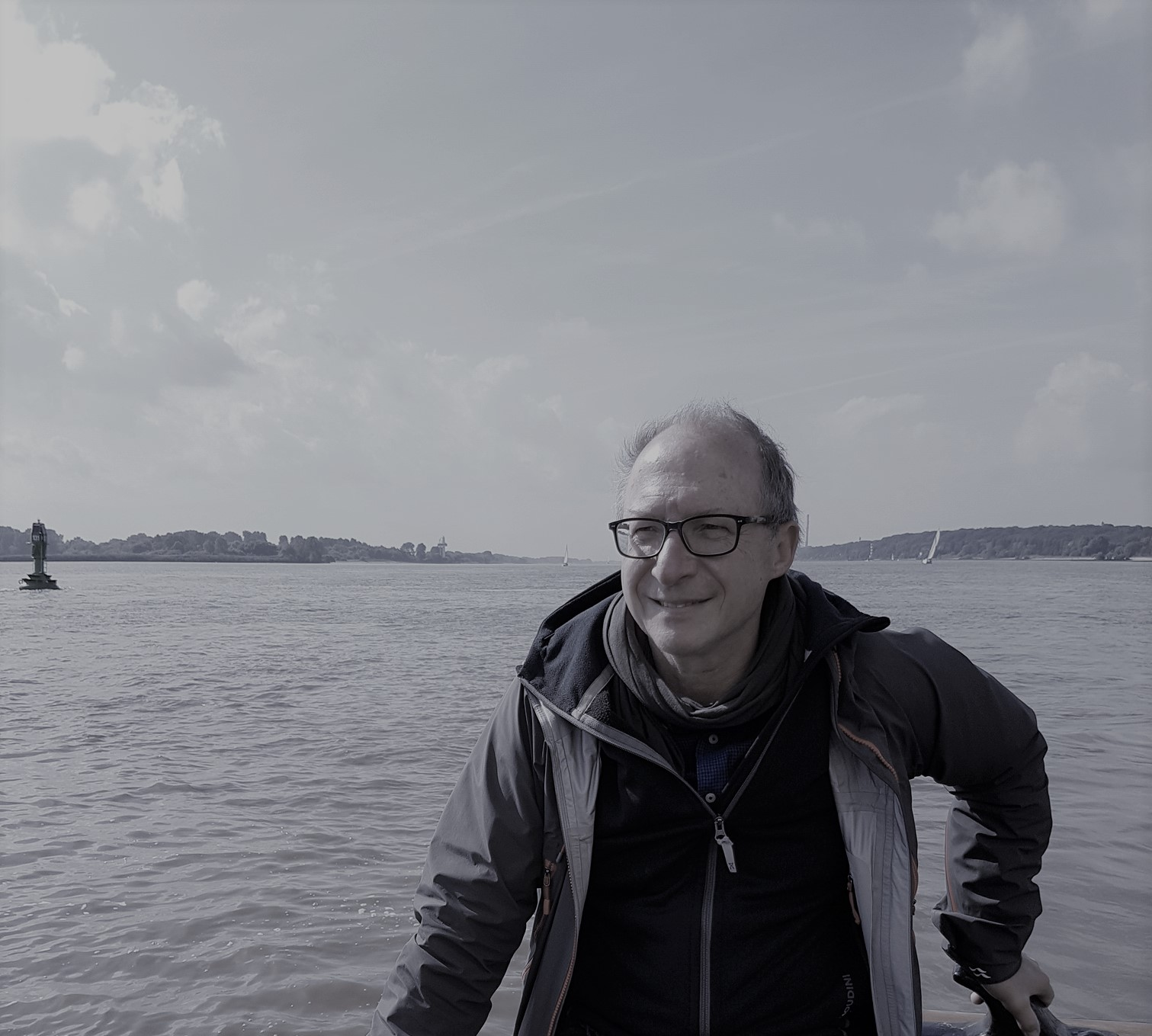
Matthias Oppermann (2016)

Matthias Oppermann (* 1956 in Gießen) ist ein deutscher Psychoanalytiker (DPV/IPV) und Maler.

## Leben
Oppermann ist in Gießen, Dörnigheim und München aufgewachsen. Er legte 1975 in München sein Abitur ab und begann 1977 ein Medizinstudium in Hamburg. Zeitgleich absolvierte er ein mehrjähriges Studium des figürlichen Zeichnens bei Wilhelm M. Busch an der Fachhochschule für Gestaltung.
In der Zeit von 1987 bis 1993 erfolgte die Ausbildung zum Psychoanalytiker.

## Künstlerischer Werdegang
Auslöser für seine malerischen Tätigkeiten war eine surrealistische Ausstellung in München, die er im Alter von 16 Jahren besucht hatte.
Seit 1997 geht Oppermann regelmäßigen Ausstellungstätigkeiten nach, die ihn zunächst in Hamburg und Schleswig-Holstein bekannt werden ließen, später dann in die Schweiz und nach Dänemark führen sollten. Bereits ein Jahr später begann sein Engagement als Kurator in der Galerie Morgenland.
Oppermann ist Mitglied im Bund Bildender Künstler sowie in der dänischen Künstlergruppe Riimfaxe.
Er lebt in Hamburg.

## Veröffentlichungen
- Bildentstehungsprozesse. In: Karin Nitzschmann, Philipp Soldt (Hrsg.): Sprach/Bilder. Psychosozial, Gießen 2013.
- Von Davos nach Maloja – die Erforschung eines Prozesses. In: Tim Stock (Hrsg.): Künstlerische Forschung und Psychoanalyse. (= Psychoanalyse. Texte zur Sozialforschung. 1/2014). Lengerich 2014, S. 59–78.
- Wie man dem toten Hasen die Bilder erklärt – Vermittlung eines Traumas oder traumatische Vermittlung. In: Karin Nitzschmann, Johannes Döser, Gerhard Schneider, Christoph E. Walker (Hrsg.): Kulturpsychoanalyse heute. Grundlagen, aktuelle Beiträge, Perspektiven. Psychosozial, Gießen 2017.
- Giacomettis unendlicher Kampf um das Bild. In: Beate Unruh, Ingrid Moeslein-Teising, Susanne Walz-Pawlita (Hrsg.): Rebellion gegen die Endlichkeit. Psychosozial, Gießen 2018.

## Auszeichnungen
- 2011: Dr.-Hasenbaer-Preis für kreative Lösungen,[2] vergeben von der Stiftung der Deutschen Psychoanalytischen Vereinigung für seine Ausstellung „Köpfe – Orte des Denkens“[1]
- 2013: Jahrespreisträger der Vernissage Mediengruppe, Heidelberg (einer von drei Preisträgern)[2]